# L'Amour fou
L'Amour fou is een Franse dramafilm uit 1969 onder regie van Jacques Rivette.

## Verhaal
De regisseur Sébastien en zijn acterende vriendin Claire repeteren een tragedie. Als hun thuisleven hun werk beïnvloedt, creëert dat problemen. Sébastien betuigt zijn liefde voor Claire, terwijl hij verliefd wordt op een andere vrouw.

## Rolverdeling
| Acteur             | Personage |
| ------------------ | --------- |
| Bulle Ogier        | Claire    |
| Jean-Pierre Kalfon | Sébastien |
| Josée Destoop      | Marta     |
| Françoise Godde    | Françoise |
| Dennis Berry       | Dennis    |
| Yves Beneyton      | Yves      |
| Michèle Moretti    | Michèle   |
| Madly Bamy         | Madly     |